# Hapithus symphonos
Hapithus symphonos är en insektsart som beskrevs av Otte, D. 2006. Hapithus symphonos ingår i släktet Hapithus och familjen syrsor. Inga underarter finns listade i Catalogue of Life.